# Université du Tibet
L'université du Tibet (tibétain : བོད་ལྗོངས་སློབ་གྲྭ་ཆེན་མོ་, THL : Poijong Lobcha Qênmo ; chinois : 西藏大学 ; pinyin : xīzàng dàxué) est l'université de la région autonome du Tibet en Chine.

## Historique

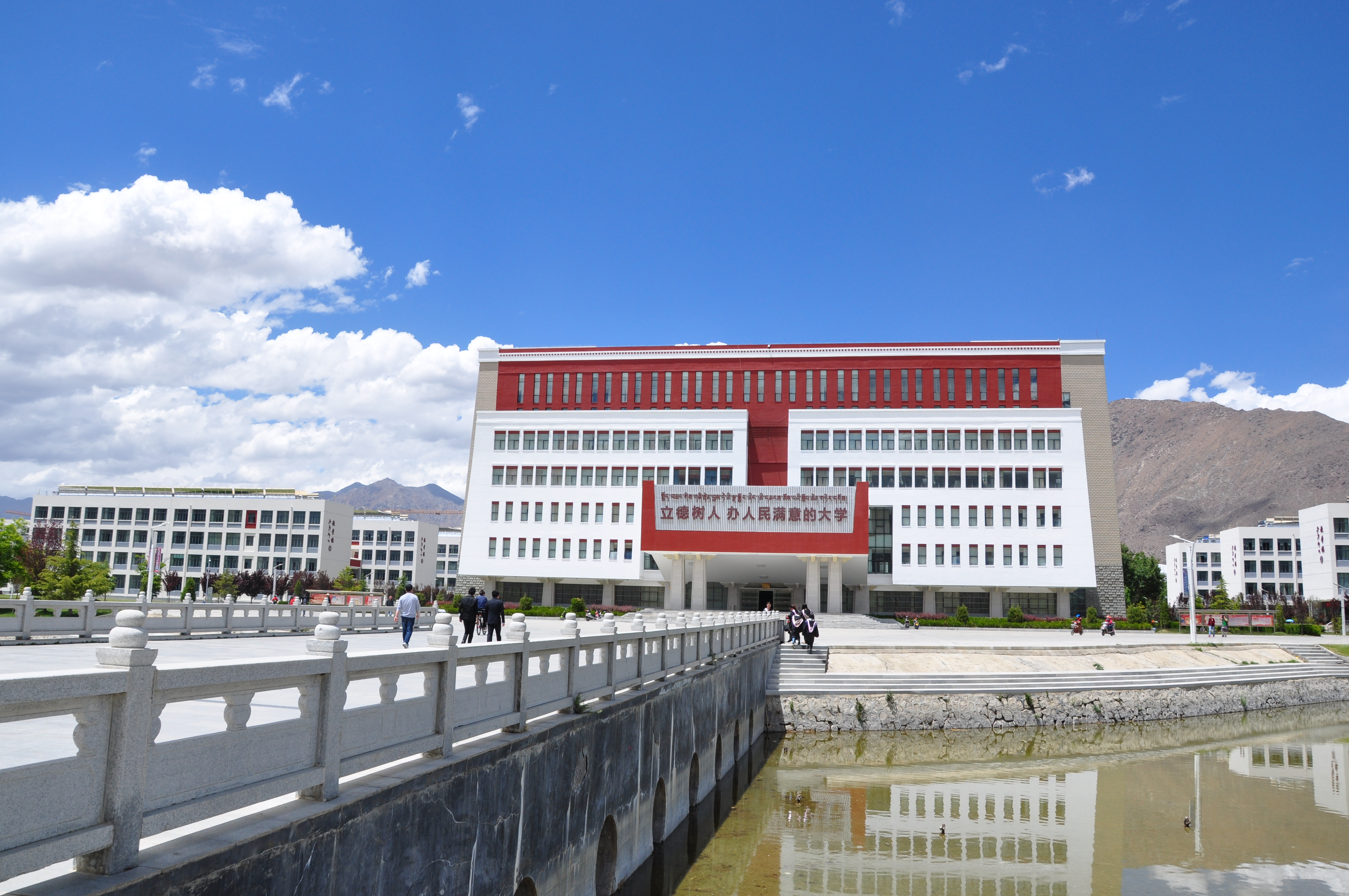
Bibliothèque du campus

Ouverte en 1985, elle a son campus à Lhassa, capitale de la région autonome.
En 2003, avec l'institut des minorités ethniques du Tibet, la faculté d'agriculture et d'élevage du Tibet, la faculté de médecine tibétaine, elle constitue un des quatre centres d'enseignement supérieur de la région autonome.
En 2017, elle fait partie des 95 universités thématiques - double first class disciplines universities - du plan Double First Class University 2050.

## Organisation
Son campus couvre 230 000 mètres carrés.

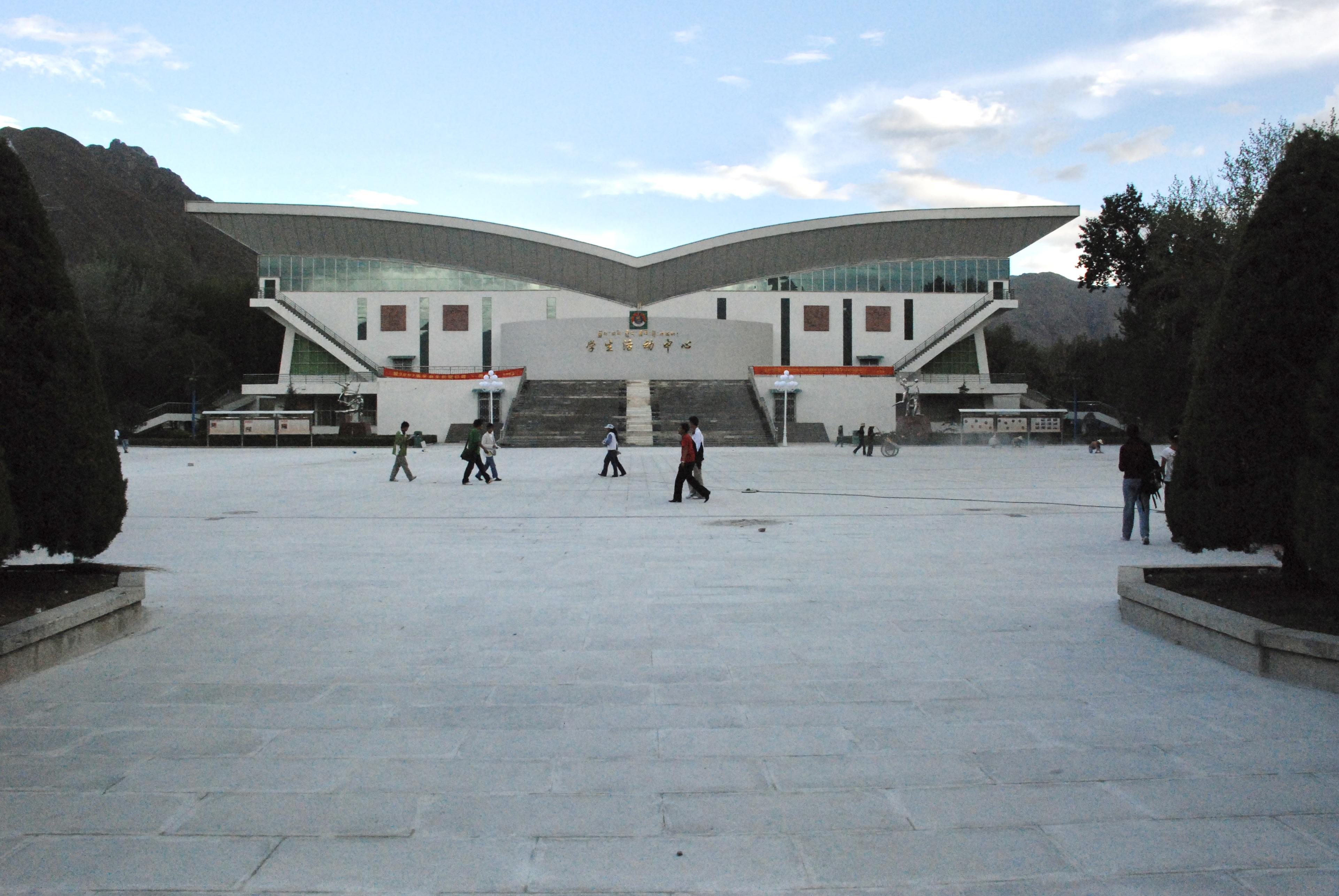
Auditorium (2007)

En 2004, elle comprenait plusieurs facultés – littérature, littérature tibétaine, politique et histoire, beaux-arts, économie et gestion, mathématique et physique, chimie, biologie et géographie – et un département de formation à l'enseignement,.
En 2007, une équipe d'informaticiens de l'université a développé la version en tibétain des logiciels Microsoft Windows et Microsoft Office. Cette équipe est en train de numériser les livres et documents tibétains de la bibliothèque de l'université, afin de créer une bibliothèque numérique destinée au public. Par ailleurs, l'ensemble des matières scientifiques et la majorité des sciences sociales sont enseignées en chinois.
En 2008, l'université a créé une spécialité en opéra tibétain, accueillant 18 étudiants, pour éviter que la tradition n'en disparaisse du fait du vieillissement des acteurs et du manque de relève.
La bibliothèque recèle plus de 200 000 ouvrages et est abonnée à 1 300 revues nationales (à la date de 2004).
L'université entretient des liens de coopération avec plus de 10 universités de par le monde.
Elle est financée par le gouvernement central.[réf. nécessaire]

## Effectifs
En 2004, elle accueillait 8 000 étudiants, le plus grand nombre d'étudiants se rencontrant à la Faculté des études tibétaines, et disposait de 333 enseignants dont 35 professeurs titulaires et professeurs associés.
Selon le Centre d'Informations Internet de Chine, en 2008, le corps professoral était formé de 62,5 % de Tibétains, le restant étant formé de Han ou de membres d'ethnies minoritaires.
Selon le Quotidien du Peuple en ligne, en 2011 on comptait 30 000 étudiants dans l'enseignement supérieur au Tibet, soit 14 fois de plus qu'il y a 30 ans. Et 80 % d'entre eux étaient tibétains.

## Recrutement
Les élèves au Tibet peuvent opter d'inclure l'épreuve de tibétain dans l'examen d'entrée national à l'enseignement supérieur. Contrairement à la situation des provinces voisines, les épreuves non linguistiques s'effectuent uniquement en chinois[réf. nécessaire]. Nicolas Tournadre souligne que la composition actuelle de cet examen n'incite pas les élèves à étudier le tibétain.
| Choix 1 | Choix 1                                                                     | Choix 2                                                                     | Choix 2                                                                     | Choix 2 |
| Poids   | Épreuve                                                                     | Épreuve (Tibet)                                                             | Épreuve (Qinghai, Sichuan, Gansu)                                           | Poids   |
| ------- | --------------------------------------------------------------------------- | --------------------------------------------------------------------------- | --------------------------------------------------------------------------- | ------- |
| 150     | Chinois                                                                     | Tibétain                                                                    | Tibétain                                                                    | 75      |
| 150     | Chinois                                                                     | Chinois (langue secondaire)                                                 | Chinois (langue secondaire)                                                 | 75      |
| 150     | Mathématique (en chinois)                                                   | Mathématique (en chinois)                                                   | Mathématique (en tibétain)                                                  | 150     |
| 300     | Sciences ou Sciences sociales (en chinois)                                  | Sciences ou Sciences sociales (en chinois)                                  | Sciences ou Sciences sociales (en tibétain)                                 | 300     |
| 150     | Langue étrangère (anglais, français, espagnol, allemand, russe ou japonais) | Langue étrangère (anglais, français, espagnol, allemand, russe ou japonais) | Langue étrangère (anglais, français, espagnol, allemand, russe ou japonais) | 150     |

## Visiteurs
En juin 2010, le 11e panchen lama, reconnu par le gouvernement chinois, prononça un discours à l'université, où il visita la bibliothèque, l'institut de recherche informatique sur la langue tibétaine et la faculté des beaux-arts.

## Liste d'anciens professeurs
- Dungkar Lobsang Trinley
- Shiwo Lobsang Dhargye